# Pristimantis albertus
O Pristimantis albertus é uma espécie de anuro da família Craugastoridae. É nativa da região do Rio San Alberto, no Departamento de Pasco, no Peru. É encontrado em florestas húmidas e montanhosas, a uma altitude de 1 970 m.